# Средњи тенк
Средњи тенк је била класа тенкова која се користила у првој половини 20. века. Тенкови који су припадали овој класи су имали најбољи однос оклопа, покретљивости и ватрене моћи за разлику од тенкова из класе лаких, тешких и супертешких тенкова. Због овога су били прилагођени за више намена (борба против пешадије, против других тенкова, јуриши). Ова класа тенкова је била најчешће коришћени у Другом светском рату.
Није постојала јасна граница између класа у погледу техничких карактеристика, већ се подела заснивала на намени тенкова. На пример, у немачкој класификацији, тенк Пантер са масом од 44 тоне је био сматран средњим тенком, док је амерички M26 Першинг са око 42 тоне био тешки тенк. Исто тако, совјетски средњи тенк Т-34 и тешки тенк КВ-1 су делили исти топ од 76,2 mm.
Подела тенкова на средње и тешке тенкове је напуштена напретком у развојима оклопа, мотора и топова и увођењем класе главних борбених тенкова у другој половини 20. века, који су обједињавали најбоље особине ове три класе.